# إدوارد أولوا
إدوارد أولوا (بالإنجليزية: Edward Ulloa)‏ هو محامي أمريكي، ولد في 18 أغسطس 1962.